# O1G

Orbán 1 Geci, o literalmente traducido a español como "Orbán es semen", cuando últimamente aparece en forma de logotipo

La abreviatura O1G es un meme que se ha convertido en un símbolo de protesta contra el presidente actual de Hungría, Viktor Orbán y su gobierno. La abreviatura viene de la frase húngara "Orbán Egy Geci" que significa literalmente "Orbán es un semen" (un insulto muy procaz y despectivo en húngaro). La abreviatura se ha convertido en una herramienta de comunicación tanto en la política húngara como en la internacional después de que Guy Verhofstadt el líder de la facción liberal del Parlamento Europeo utilizara la etiqueta #O1G en su Twitter como mensaje de apoyo a las manifestaciones antigubernamentales húngaras.

## Origen
Los orígenes del término se remontan al "día de G", en febrero de 2015. Lajos Simicska, el poderoso empresario (al que muchos tildan también de oligarca) anteriormente respaldado por Fidesz, el partido que actualmente gobierna en Hungría, se enfrentó abiertamente por primera vez a Viktor Orbán. Dicho enfrentamiento se debió a que el gobierno encabezado por Orbán, propuso una subida de los impuestos por publicidad a los medios de comunicación de un 5%, medida que encontró una fuerte oposición de Simicska, propietario de varios medios de comunicación húngaros. El detonante del conflicto fue la renuncia con efecto inmediato de varios altos directivos de los medios de comunicación propiedad de Simicska , al mismo tiempo. Simicska dio por sentado que lo sucedido se trataba de un ataque concertado, orquestado por Viktor Orbán, como consecuencia del deterioro paulatino de la relación entre ambos.
Simicska, que hasta este momento mantenía un perfil poco activo desde el punto de vista mediático, rompió el silencio y dio varias entrevistas para diferentes medios de comunicación en un solo día. En estas, un enfurecido Simicska llamó a Orbán un "geci" en varias de estas entrevistas. Las entrevistas fueron vistas por muchos como una declaración formal de guerra política y mediática, posteriormente referida como la Guerra Orbán-Simicska. Como consecuencia, algunos de los medios de difusión húngaros, como el canal de noticias HírTV, que anteriormente apoyaba al gobierno de Orbán, se convirtieron en una de las voces de la oposición más importantes.
Durante el otoño de 2017, un suceso inesperado impulsó la popularidad de la frase famosa. En plena batalla Simicska-Orban, el gobierno húngaro intentó frenar el apoyo de Lajos Simicska al partido opositor Jobbik. Simicska había financiado una campaña de carteles representando a Orbán como un jefe o capo de la mafia y algunos afiliados de su partido como miembros de la “familia” mafiosa. Dichos carteles inundaron rápidamente las calles de las grandes ciudades del país, aprovechando los tablones de anuncios propiedad del empresario. Al no poder prohibir directamente la publicación de estos carteles, los diputados de Fidesz propusieron una nueva ley para “regularizar” el mercado de anuncios públicos. La ley, cuyo claro objetivo era debilitar a la compañía de marketing de Simicska y su apoyo al partido opositor, fue aprobada en el Parlamento de forma escandalosa, puesto que Fidesz contaba, y cuenta aún, con mayoría absoluta de diputados en el mismo. Con la nueva ley en vigor, las autoridades podían legalmente cubrir los carteles anti Fidesz de las carteleras de anuncios, cubriéndolas con láminas de papel blancas. Como respuesta dicha acción, el propio Simicska salió a la calle y pintó con espray su famosa frase “ORBÁN EGY GECI”, encima de los cobertores blancos. Después de este episodio, varias personas de la oposición empezó pintar la misma frase en las calles y como los servicios públicos de limpieza han limpiado estas frases con una diligencia ejemplar, empezó una batalla entre los graffiteros anónimos y los servicios de limpieza. Cuando quitaron un grafiti, otros dos aparecieron, muchas veces de forma ingeniosa (la frase escrita en alfabeto rúnico o utilizando la lectura Braille, por ejemplo) para confundir a los empleados de los servicios públicos de limpieza.

## El símbolo

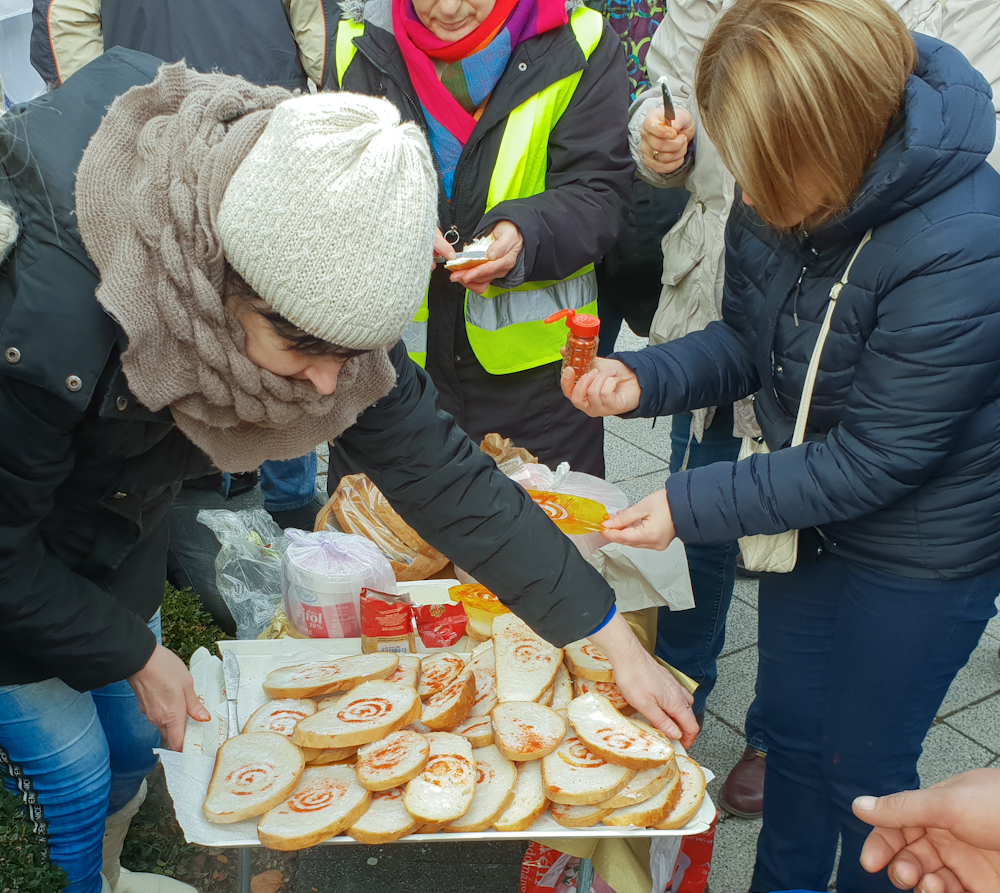
Imagen donde se referencia la distribución de horneadas de pan de especias.

La abreviación O1G apareció en Internet por primera vez en diciembre de 2017 y luego, y su símbolo actual, más estilizado y reconocible, apareció por primera vez en la sección de comentarios del periódico en línea húngaro 444 y se empezó a difundir desde principios del año 2018 por el usuario anónimo con el nombre artístico “Simicska de Buda” a través de sus páginas de Facebook y Tumblr. La artista ofendida marcó sus distancias con los partidos y políticos de la oposición húngara que empezaron a usar su meme. Como consecuencia de la oleada de protestas de diciembre de 2018 contra "la Ley de Horas Extraordinarias" el logotipo O1G, como protesta contra el sistema de Viktor Orbán, se empezó a usar de múltiples formas: muchos lo han puesto en su perfil de Facebook, escrito o dibujado en billetes, grabado en monedas  , horneado en pan de especias, en los carteles de las manifestaciones, en proyecciones de luz, pintado en las aceras o en la nieve caída sobre los coches y en camisetas. El símbolo, que se ha convertido en un meme viral de internet, ha sido también adoptado por personalidades públicas, entre otros el político belga, Guy Verhofstadt , líder del Partido de la Alianza de los Liberales y Demócratas por Europa, como expresión política.